# Manulea flanaganii
Manulea flanaganii är en flenörtsväxtart som beskrevs av O.M. Hilliard. Manulea flanaganii ingår i släktet Manulea och familjen flenörtsväxter. Inga underarter finns listade i Catalogue of Life.